# Nachlassverfahren (Schweiz)
Das Nachlassverfahren ist das gesetzlich vorgesehene Instrument zur Schuldensanierung. Es wird in der Schweiz im Schuldbetreibungs- und Konkursgesetz (SchKG) beschrieben und ist anwendbar auf natürliche und juristische Personen.

## Verfahrensablauf
Obwohl sich die einzelnen Nachlassverfahren je nach Bedürfnis und Schuldner stark voneinander unterscheiden, hat jedes Nachlassverfahren folgende Grundstruktur:
Ein Nachlassverfahren beginnt mit der Gewährung der provisorischen Nachlassstundung durch den Nachlassrichter. Diese Phase dient der Abklärung, ob die angestrebte Sanierung machbar erscheint. Sie endet mit einem Bericht des Sachwalters (Verfahrensleiter) an das Nachlassgericht mit einem entsprechenden Antrag (Fortsetzung oder Abbruch des Verfahrens). Wird es fortgesetzt, so beginnt die Phase der definitiven Nachlassstundung. In dieser Zeit folgt ein öffentlicher Schuldenruf, Gläubigerversammlung(en), die Ausarbeitung der Nachlassofferte (Sanierungsvorschlag) und das Abstimmungsverfahren über die Nachlassofferte. Nehmen die Gläubiger den Nachlassvertrag an, wird er dem Nachlassgericht zur Prüfung und Bestätigung vorgelegt. Scheitern die Sanierungsbemühungen, wird automatisch der Konkurs eröffnet.

## Provisorische Nachlassstundung
Die Schwelle, um ein Nachlassverfahren provisorisch zu eröffnen zu können, ist bewusst sehr tief angelegt. Es genügt aufzuzeigen, dass eine Sanierung notwendig ist und diese nicht offensichtlich aussichtslos erscheint. Dazu muss eine minimale Liquidität im Verhältnis zu den Schulden vorhanden sein, wobei es sich dabei auch um eine blosse Einschätzung der Situation handeln kann. Es wird auch keine Überschuldung vorausgesetzt und somit muss ein Nachlassverfahren auch nicht zwingend mit einem Verlust für die Gläubiger verbunden sein.
Wird die provisorische Nachlassstundung gewährt, wird dies im Handelsamtsblatt publiziert. Diese Phase dauert in der Regel 4 Monate. Der Schuldner ist nun unter Gläubigerschutz gestellt. Damit werden bestehende Pfändungen sistiert und neue Betreibungen unterbunden. Dafür wird der Schuldner unter die Aufsicht eines Sachwalters gestellt, der weiter die Aufgabe hat, die Sanierungschancen abzuklären.
Am Ende der provisorischen Nachlassstundung erstellt er dem Gericht einen Bericht mit seiner Empfehlung. Massgebend dabei sind nicht nur die blossen Zahlen, sondern auch der Sanierungswille und die Verbindlichkeit des Schuldners, ohne diesen keine Sanierung möglich ist.

## Definitive Nachlassstundung
Diese Phase dauert zwischen 6 und 24 Monaten. Während der definitiven Nachlassstundung wird die genaue Verschuldung mit einem öffentlichen Schuldenruf ermittelt. Alle Gläubiger mit gewöhnlichen Forderungen (dritte Forderungsklasse), die daran fristgerecht teilnehmen, können später über den Nachlassvertrag entscheiden. Bei komplexeren Nachlassverfahren von Firmen finden zudem Gläubigerversammlungen statt. Bei Sanierung von Privatpersonen entfallen diese in der Regel. Die genaue Zusammensetzung der Schulden beeinflusst den im Anschluss zu erstellenden Nachlassvertrag. Bei Firmen und Privatpersonen entscheidet zudem der Ist-Zustand sowie die Prognose bezüglich Liquidität und Einkünfte über die Höhe der Nachlassdividende. Der Nachlassvertrag soll somit den finanziellen Möglichkeiten des Schuldners entsprechen. Der erstelle Nachlassvertrag (Sanierungsvorschlag) wird anschliessend den Gläubigern zur Abstimmung vorgelegt. Für dessen Annahme genügt eine relative Mehrheit, einzelne unkooparative Gläubiger können überstimmt werden.
Nach Abschluss des Entscheidungsprozesses erstellt der Sachwalter wieder einen Bericht mit seiner Empfehlung. Das Gericht ist jedoch nicht daran gebunden. Erklärt es den Nachlassvertrag für gültig, dann wird er für allgemeinverbindlich erklärt. Er gilt somit für alle Gläubiger unabhängig davon, ob sie dem Nachlass zugestimmt oder am Verfahren teilgenommen haben. Wird der Nachlassvertrag abgelehnt, dann wird automatisch ein Konkursverfahren eröffnet.

## Vor- und Nachteile des Nachlassverfahrens
Dadurch, dass viele Details im Gesetz geregelt sind, besteht allgemein eine grosse Rechtssicherheit. Das Verfahren gewährt Transparenz, Gleichbehandlung und einen fairen Ausgleich zwischen den Parteien. Es ist aber auch geprägt von starren Fristen und obligatorischen Gerichtsverhandlungen unabhängig davon, ob diese im Einzelfall den Verfahrensbedürfnissen entsprechen. Besonders bei der Sanierung von Privatpersonen müssen die einzelnen Artikel teilweise übersetzt werden, was eine gewisse Flexibilität und Erfahrung seitens des Sachwalters und des Gerichts erfordert. Mangels Alternativen ist das Nachlassverfahren jedoch unverzichtbar.

## Statistik
Die nachfolgenden Statistiken basieren auf den Daten des Schweizerischen Handelsamtsblatt und der dort eingegebenen Publikationen.
| Anzahl Nachlassverfahren | 2024   | 2023   | 2022   | 2021   | 2020   | Ø      |
| ------------------------ | ------ | ------ | ------ | ------ | ------ | ------ |
| Firmenverfahren          | 32 (B) | 94     | 59     | 52     | 48     |        |
| Privatverfahren (B)      | 135    | 128    | 94     | 91     | 58 (A) |        |
| %-Anteil Privatverfahren | 70%    | 57.65% | 61.43% | 63.63% | 54.71% | 61.48% |

(A) = Zahlen verfügbar ab 1. April 2020 / (B) = ohne «stille Nachlassverfahren» (keine Publikation im Handelsamtsblatt erfolgt)
| Abschlüsse Privatverfahren | 2024   | 2023   | 2022   | 2021   | 2020 (A) | Ø      |
| -------------------------- | ------ | ------ | ------ | ------ | -------- | ------ |
| Insgesamt                  | 143    | 112    | 104    | 90     | 62       |        |
| - davon Konkurse           | 26     | 17     | 17     | 14     | 4        |        |
| - davon 100% Sanierungen   | 6      | 1      | 2      | 2      | 0        |        |
| - davon Nachlassverträge   | 111    | 94     | 85     | 74     | 58       |        |
| Ø Nachlassdividende        | 34.57  | 31.13% | 39.26% | 39.26% | 37.34%   | 34.73% |
| Tiefste Nachlassdividende  | 10.00% | 10.00% | 6.00%  | 2.41%  | 10.15%   | 7.71%  |

(A) = Zahlen verfügbar ab 1. April 2020
| Privatverfahren nach Kantone 2024 | im Verhältnis zur Bevölkerung (pro 1'000'000 Einwohner) | effektive Anzahl Verfahren |
| --------------------------------- | ------------------------------------------------------- | -------------------------- |
| Solothurn                         | 134.92 Verfahren                                        | 39                         |
| Glarus                            | 118.22 Verfahren                                        | 5                          |
| Appenzell Ausserrhoden            | 52.91 Verfahren                                         | 3                          |
| Aargau                            | 32.72 Verfahren                                         | 24                         |
| Thurgau                           | 30.15 Verfahren                                         | 9                          |
| St. Gallen                        | 24.10 Verfahren                                         | 13                         |
| Bern                              | 15.88 Verfahren                                         | 17                         |
| Ø Schweiz                         | 14.95 Verfahren                                         | 135                        |
| Schaffhausen                      | 11.32 Verfahren                                         | 1                          |
| Graubünden                        | 9.73 Verfahren                                          | 2                          |
| Zürich                            | 8.66 Verfahren                                          | 14                         |
| Zug                               | 7.52 Verfahren                                          | 1                          |
| Luzern                            | 6.87 Verfahren                                          | 3                          |
| Waad                              | 3.53 Verfahren                                          | 3                          |
| Wallis                            | 2.71 Verfahren                                          | 1                          |